# La casa sul Bosforo
La casa sul Bosforo (Yolgeçen hanı) è un romanzo della sociologa, giornalista, attivista e scrittrice Pinar Selek. L'ambientazione è principalmente l'antico quartiere di Yedikule, nella città murata di Istanbul, reale protagonista dell'opera, durante gli anni '80 (è accaduto da poco il golpe del 1980). Qui s'intrecciano le vite di molte persone tra cui emergono le vicende di due giovani coppie: Salih l'apprendista falegname e Sema, il musicista tradizionale Hasan e Elif, tentata dall'aderire alla rivoluzione. Ma più che le singole vicende il romanzo propone una descrizione vivace e un po' malinconica di un quartiere della una città e di un Paese in cambiamento, in un affresco corale che riflette fedelmente uno scampolo della sua vita.

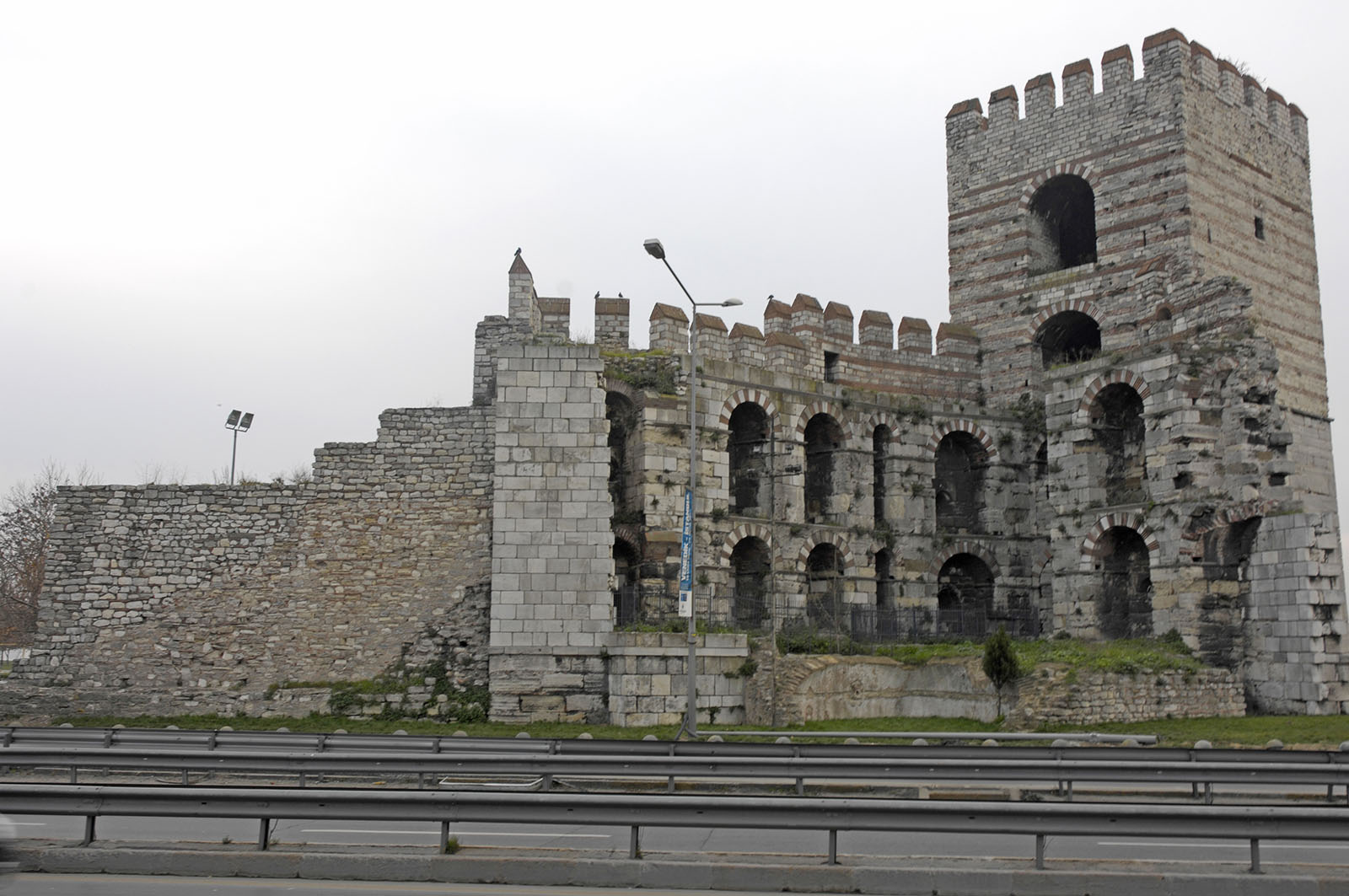
Uno scorcio di Yedikule

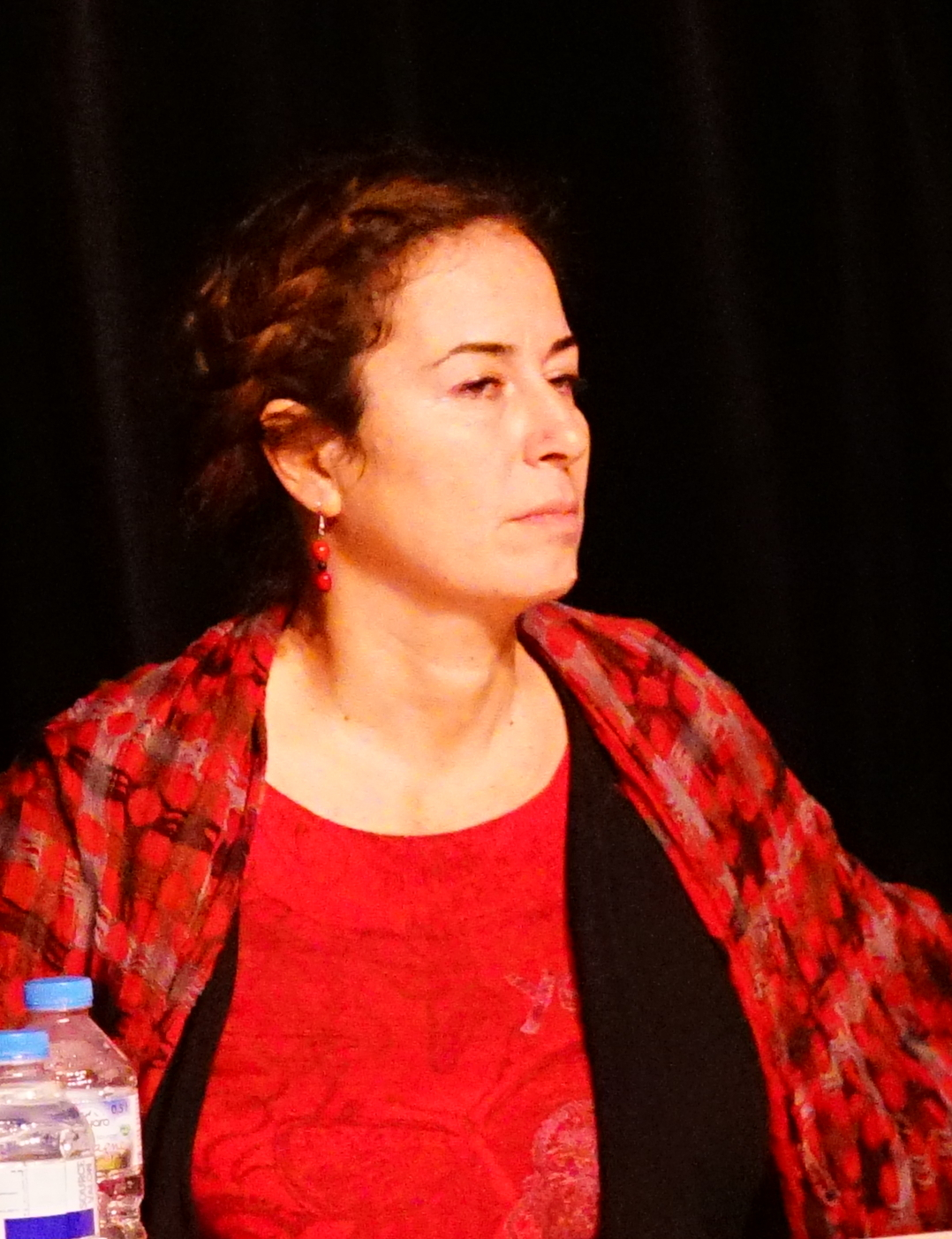
Pinar Selek

## Edizioni in italiano
- Pinar Selek; La casa sul Bosforo, traduzione dal francese di Ada Tosatti e Camilla Diez, La Repubblica-L'Espresso, Roma 2018
- Pinar Selek; La casa sul Bosforo, traduzione dal francese di Ada Tosatti e Camilla Diez, GEDI, Roma 2018
- Pinar Selek; La casa sul Bosforo, traduzione dal francese di Ada Tosatti e Camilla Diez, Fandango libri, Roma 2018